# Scottish Premier League
Zasugerowano, aby zintegrować ten artykuł z artykułem Scottish Premiership (dyskusja). Nie opisano powodu propozycji integracji.
Scottish Premier League (SPL, obecnie Clydesdale Bank Premier League od nazwy sponsora rozgrywek) – najwyższa, zawodowa liga piłkarska w Szkocji w latach 1998–2013. W 2013 podjęto decyzję o połączeniu ze Scottish Football League i utworzeniu Scottish Professional Football League.
Liga ta zajmuje obecnie 17. pozycję w rankingu UEFA, według którego przydzielane są miejsca w europejskich pucharach (Liga Mistrzów i Liga Europy). W sumie 19 klubów konkurowało w SPL od jego inauguracji w sezonie 1998/99, ale tylko dwa z nich zdobyły tytuł mistrza: Celtic F.C. (osiem) i Rangers (siedem).

## Powstanie ligi

### Przed 1998/99
Zanim powstała SPL istniała Scottish Football League (SFL) podzielona na dwie ligi między którymi na koniec sezonu dochodziło do wymiany (awans-degradacja). Od połowy lat 70. SFL wydzieliła trzy klasy rozgrywkowe: Scottish Football League Premier Division – Premier Division (dawniej Division One), Scottish Football League First Division – First Division (dawniej Division Two) oraz nowo dodana Scottish Football League Second Division – Second Division. System ten wszedł w życie w sezonie 1975/76.
Taki podział funkcjonował aż do sezonu 1994/95, kiedy to wprowadzono nową klasę rozgrywkową: Scottish Football League Third Division – Third Division. Wszystkie cztery poziomy rozgrywek obejmowały po 10 klubów.

#### Początki SPL
W dniu 8 września 1997 Premier Division postanowiła oddzielić się od SFL, biorąc przykład z podobnego podziału w Anglii w sezonie 1992/93. Decyzja ta została napędzana przez chęć generowania jak największych dochodów w przez czołowe kluby w Szkocji. Początkowo pieniądze sponsora zostały podzielone proporcjonalnie między wszystkie kluby zrzeszone we wszystkich 4 dywizjach, jednak po powstaniu Scottish Premier League, równy podział przestał obowiązywać.
Pierwotnie SPL zawierała 10 klubów, ale od sezonu 2000/01 rozszerzono ją do 12. Wzrost z 10 do 12 klubów był częścią umowy zawartej z SFL w celu otrzymania zgody na podział. Od tego czasu SPL niezmiennie funkcjonuje w takim samym układzie.

## Sponsorzy
Od marca 1999 sponsorem rozgrywek był Bank of Scotland. Umowa wygasła wraz z zakończeniem sezonu 2006/07. Nowym sponsorem został Clydesdale Bank. Czteroletnia umowa warta 8 milionów funtów weszła w życie w lipcu 2007.

## Format rozgrywek

### Rozgrywki
Obecnie w Scottish Premier League gra 12 klubów. Zespoły otrzymują trzy punkty za zwycięstwo i jeden punkt za remis. Nie przyznawane są punkty za porażkę. O klasyfikacji w tabeli decyduje całkowita liczba punktów, różnica bramkowa i bramki strzelone. Na koniec każdego sezonu klub z największą liczba punktów zostaje koronowany na mistrza. Jeśli liczba punktów jest równa, liczy się bilans bramkowy i gole strzelone.
W czasie sezonu, który zwykle trwa od sierpnia do maja, każdy klub gra z pozostałymi trzy razy – raz albo dwa razy u siebie i na wyjeździe lub odwrotnie. Po tej fazie rozgrywek, w której wszystkie kluby rozegrają 33 mecze, ligę dzieli się na „Grupę Mistrzowską” i „Grupę Spadkową”, z których każda liczy po 6 zespołów, przynależność do danej grupy determinuje pozycja w tabeli po 33 kolejkach, odpowiednio – drużyny z miejsc 1-6 i 7-12. Następnie każdy klub gra z każdym ze swojej grupy – 5 meczów, razem 38 spotkań w sezonie. Drużyny z „Grupy Spadkowej” nie mogą ukończyć sezonu na miejscu wyższym niż 7., nawet jeśli zdobyły więcej punktów. Taka sytuacja miała miejsce w sezonie 2005/06, kiedy to Inverness CT (7. lokata) zdobył więcej punktów od będącego na 4. pozycji Hibernianu.
Na początku każdego sezonu w szkockiej ekstraklasie „przewiduje” się prawdopodobne miejsca danego klubu, w celu opracowania idealnego terminarza rozgrywek, zapewniającego grę wszystkich klubów z innymi dwa razy u siebie i dwa razy na wyjeździe. Rozstawienie klubów jest oparte na wynikach z poprzednich lat. Jednakże jeżeli klub zakończy pierwszą fazę w innej grupie, niż przewidywano, jest możliwość, że dany zespół rozegra więcej meczów na wyjeździe, niż w domu lub na odwrót. Aby uniknąć sytuacji, w której nie wszystkie zespoły rozegrały po 19 domowych i wyjazdowych meczów, terminarz ostatnich 5 kolejek ustala się w taki sposób, że kluby mogą rozegrać w sezonie 3 mecze na jednym boisku i 1 mecz na drugim, zamiast równo – po 2.
Po zakończeniu sezonu ostatni, 12 zespół SPL zostaje przesunięty do S.F.L. First Division, a jego miejsce zajmuje zwycięzca tejże ligi, pod warunkiem że spełnia określone kryteria dotyczące stadionu.

### Europejskie kwalifikacje
Scottish Premier League jest obecnie sklasyfikowana na 13. miejscu rankingu UEFA, co oznacza, że dwa kluby kwalifikują się do rozgrywek Ligi Mistrzów (zwycięzca w 3. rundzie kwalifikacji dla mistrzów, wicemistrz także w 3. rundzie eliminacyjnej, ale dla „nie-mistrzów”), a dwa do Ligi Europejskiej (drużyny z miejsc 3-4). Zwycięzca Pucharu Szkocji również uzyskuje kwalifikację do Ligi Europejskiej.
Jeżeli zdobywca Pucharu Szkocji ma już zapewniony start w europejskich pucharach, miejsce zajmuje finalista pucharu, lub jeśli ten także ma już pewne miejsce w Europie – drużyna z 5. miejsca. Kluby mają też szansę zakwalifikować się do Ligi Europejskiej za pośrednictwem rankingu UEFA Fair Play.
Tak dobra pozycja Szkocji w rankingu to zasługa głównie drużyn z Glasgow, które dochodziły do finału Pucharu UEFA. W sezonie 2002/03 Celtic przegrał w Sewilli z FC Porto 2:3, a 5 lat później Rangers ulegli w Manchesterze Zenitowi St. Petersburg 0:2.
Równie ważne były awanse tych samych zespołów do fazy pucharowej Ligi Mistrzów – Rangers (jako pierwszy szkocki klub) w sezonie 2005/06 i Celtic w dwóch kolejnych sezonach.

### Awanse i spadki
W 2003 r. zasady promocji do SPL wywołały sporo kontrowersji, gdy po zakończeniu sezonu członkowie najwyższej klasy rozgrywkowej głosowali przeciw przyjęciu zwycięzcy Scottish First Division 2002/03 – Falkirk z powodu zbyt małego stadionu (wymagane było 10 000 miejsc, Falkirk miał niespełna 6 000), mimo iż ci mieli zgodę Airdrie United na rozgrywanie domowych meczów na ich stadionie spełniającym kryteria. Ostatecznie w lidze pozostał Motherwell
Ta sama sytuacja miała miejsce w 2004 r., ale po kilku głosowaniach i dyskusji, w tym groźbach sądowych, Inverness Caledonian Thistle został ostatecznie dopuszczony do gry w SPL pod warunkiem, że beniaminek będzie rozgrywał domowe spotkania na obiekcie Aberdeen – Pittodrie, oddalonemu od Inverness o ponad 160 km.
W 2005 r. kryterium wejścia do SPL została obniżona do 6 000, pozwalając tym samym, aby Inverness Caledonian Thistle mógł wrócić na swój stadion w sezonie 2005/06.

## Krytyka

### Format ligi
Początkowo nie było słychać żadnych głosów krytyki w odniesieniu do obecnego formatu SPL. Jednak w kwietniu 2007 r. obecny trener Dundee United, Craig Levein ostro skrytykował podział ligi na grupy, twierdząc, że powoduje to utratę dochodów dla klubów. Również menedżer Rangers – Walter Smith uznał format ligi za niesprawiedliwy i wezwał do stworzenia 18-zespołowej klasy rozgrywkowej, w której rozgrywano by 34 mecze. Władze SPL broniły format rozgrywek i jednocześnie oddaliły możliwość poszerzenia ligi ze względu na brak wystarczająco silnych klubów w SFL.
W marcu 2008 menedżer Kilmarnock, Jim Jefferies wezwał do reorganizacji ligi, argumentując faktem, iż granie czterech meczów z jednym przeciwnikiem w sezonie jest zbyt częste.
Jednakże wszystkie alternatywne możliwości są trudne do opracowania. W lidze 14-zespołowej, grając każdy z każdym trzy razy, format pasuje do schematu (wzrost z 38 gier na 39), ale może być niesprawiedliwy, jak na przykład w meczu derbowym Hibernian – Hearts jedna z drużyn będzie grać dwa razy na własnym boisku i tylko raz na wyjeździe.
W lidze 16-zespołowej, gra z każdym przeciwnikiem dwukrotnie spowodowałaby obniżenie z 38 do 30 meczów. Przez to wiele meczów na szczycie zostałoby zastąpione przez spotkania jednostronne – większych klubów z mniejszymi. W rezultacie, dla czołowych klubów oznaczałoby to straty finansowe.
Liga z 18 drużynami (34 mecze) lub 20 (38, jak obecnie) spowodowałaby jeszcze większy spadek poziomu i prestiżu rozgrywek, a także widzów na trybunach i finansach.

### Dominacja Old Firm

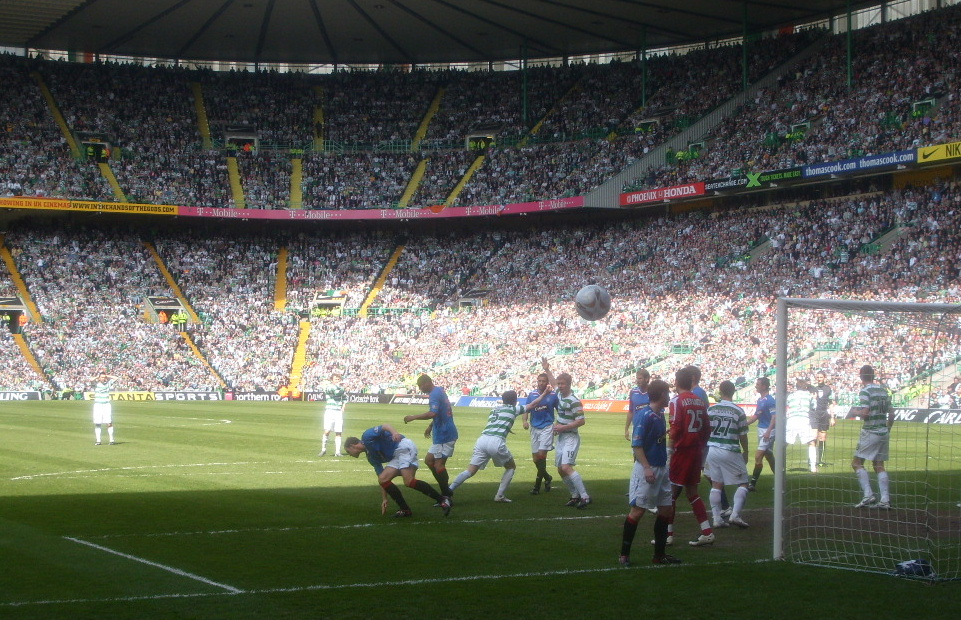
Podczas Old Firm Derby

Jednym z głównych obszarów krytyki w SPL jest dominacja dwóch klubów z Glasgow (Old Firm) – Rangers i Celticu. Tylko w sezonie 2005-06 obie drużyny nie zajęły dwóch pierwszych miejsc w tabeli, kiedy to Hearts zostali wicemistrzem rozdzielając Celtic i Rangers. Chociaż jest to podobna sytuacja do innych lig europejskich, problem ten istnieje prawie od początku szkockiej piłki nożnej. Oba kluby są pod każdym względem znacznie wyżej od pozostałych 10 klubów, w wyniku czego Old Firm mają największe przychody, a więc najwięcej pieniędzy na zawodników. Zespoły z Glasgow otrzymują również znaczące kwoty z regularnego uczestnictwa w europejskich pucharach.
Jednakże pomimo tego, że otrzymują więcej środków finansowych niż inne szkockie kluby, Old Firm nadal mają trudności w konkurowaniu z dużymi klubami z innych lig w zakresie opłat i transferów, ze względu na niskie dochody od telewizji. Dlatego w ostatnich latach powtarza się perspektywa dołączenia Starych Firm do Premiership lub Ligi Atlantyckiej, która miałaby zrzeszać kluby z lig holenderskiej, portugalskiej, belgijskiej, norweskiej, szwedzkiej i duńskiej. Podczas, gdy większość uważa, że odłączenie Old Firm od SPL byłoby szkodliwe dla szkockiego futbolu, niektórzy, jak Craig Levein, twierdzą, że byłoby to korzystne, ze względu na większą rywalizację w SPL. Mimo wszystko, zarówno FIFA, jak i UEFA jednogłośnie wykluczyły możliwość przeniesienia Rangers i Celticu do innych lig.

### Zimowa przerwa
Kolejną kontrowersyjną kwestią w SPL była decyzja o zlikwidowaniu przerwy zimowej po sezonie 2000/01, co zmusza kluby do gry w przez cały styczeń i często powoduje przekładanie meczów i uszkodzenie boisk z powodu niekorzystnych warunków atmosferycznych, jak również powoduje zmeczęnie wśród zawodników. Były menedżer Celticu – Martin O’Neill, a także Walter Smith zdecydowanie są za przywróceniem przerwy w rozgrywkach.
Jednakże SPL konsekwentnie podkreśla, że przerwa zimowa nie złagodzi problemów pogodowych. Odwołane mecze mają miejsce w każdym miejscu w Szkocji od listopada do kwietnia i miesięczna przerwa spowodowałaby tylko większe natężenie meczów w sezonie, co powodowałoby granie wielu meczów w środku tygodnia, czego konsekwencją byłoby mniejsze zapełnienie trybun.

## Kibice
Mimo ogólnie dobrego zachowania kibiców, w ostatnim czasie pojawiły się problemy. Na przykład rasistowskie okrzyki skierowane do Jamesa McCarthy’ego z Hamilton Academical, czy Aidena McGeady'ego spowodowane wyborem drużyn narodowych, w których występują (Irlandia). Dziennikarz The Herald, Doug Gillon, sugeruje, że chodzi o „sekciarską nietolerancję, która dzieli szkockie społeczeństwo i jest zakorzeniona w anty-irlandzkim rasizmie”.
Także szeroko opisywane jest śpiewanie przez kibiców Rangers, chociażby na meczach Old Firm Derby, piosenki „Famine Song”, która dotyczy klęski głodu w Irlandii w XIX wieku. Najwięcej emocji wzbudza wers „Głód się skończył, dlaczego nie wróciliście do domu?”, wyrażąjący olbrzymią niechęć do Irlandczyków.
Innym przejawem nieodpowiedniego zachowania kibiców w Szkocji jest publiczne popieranie terrorystycznej organizacji IRA (Irish Republican Army) przez kibiców Celticu.

## Zawodnicy
Kluby Scottish Premier League mają niemal całkowitą swobodę przy podpisywaniu kontraktów z zawodnikami. Nie ma limitów indywidualnego wynagrodzenia, wielkości składu, ograniczeń wiekowych, czy narodowości. Bez problemów można zakontraktować piłkarza z Unii Europejskiej, a gracze spoza UE są w stanie uzyskać brytyjskie pozwolenie na pracę.
Jedynym ograniczeniem jest „Zasada Under-21”. Ta zasada stanowi, że każdy klub musi mieć minimum 3 zawodników w wieku poniżej 21 lat w swojej meczowej osiemnastce. Opinie na temat tego przepiosu są podzielone. Walter Smith, Gus McPherson i Jim Jefferies wyrazili do niego dezaprobatę. Z kolei były menedżer Hibernian, John Collins stwierdził, że jest to bardzo korzystne dla szkockiego futbolu.

### Transferowe rekordy
- Najwyższa zapłacona kwota : Tore André Flo z Chelsea do Rangers – £ 12m, 23 listopada 2000[22]
- Najwyższa otrzymana kwota:

Craig Gordon, z Hearts do Sunderlandu – £ 9m, 8 sierpnia 2007
Alan Hutton, z Rangers do Tottenhamu Hotspur – £ 9m, 30 stycznia 2008
- Najwyższa kwota transferu między dwoma klubami SPL: Scott Brown, z Hibernianu do Celticu – £ 4.4m, 1 czerwca 2007[25]

## Finanse

### Kryzys finansowy
Poważne trudności finansowe rozpoczęły się w 2002 r., kiedy główny sponsor telewizyjny, Sky Sports wycofał się z transmitowania meczów SPL, w momencie gdy władze ligi odrzuciły ofertę brytyjskiej stacji opiewającej na 45 mln funtów. W wyniku tej decyzji po zakończeniu sezonu 2001/02 suma długów klubów SPL wynosiła ok. 123 mln funtów. Motherwell stał się pierwszym klubem, w którym tymczasową władzę przejęła administracja SPL. Spowodowane to było zadłużeniem sięgającym 11 mln. Kolejnym klubem, który spotkał los podobny do Motherwell było Dundee F.C. w 2003 roku – zadłużenie klubu wynosiło 20 mln, a klub był zmuszony zwolnić 25 pracowników.
Kolejnymi klubami z duzymi problemami było Livingston i Dunfermline Athletic w 2004 roku. Także w tym roku prezes Rangers – David Murray ogłosił plan redukcji zadłużenia poprzez wprowadzenie prawa poboru. W opublikowanym w 2003 r. raporcie pięć klubów SPL – Dundee, Dunfermline, Hearts, Hibernian i Livingston zostały uznane za „technicznie niewypłacalne”.

### Poprawa finansowa
Po redukcji kosztów działania, kluby SPL zaczęły wykazywać oznaki poprawy. Motherwell, Dundee i Livingston przestały być pod władzą administracji, a raport z 2006 r. ujawnił pierwszy od 10 lat zysk w wysokości 2,8 mln funtów.
W 2007 r., mimo ogólnej straty, sześć klubów – Falkirk, Hibernian, Inverness CT, Kilmarnock, Motherwell i Rangers – zakończyły rok na plusie. W sprawozdaniu tym podkreślono jednak coraz bardziej niepewną sytuację Hearts.
Pomimo niedawnej poprawy sytuacji finansowej klubów SPL, Gretna stała się czwartym klubem SPL, w którym wprowadzono administrację (w marcu 2008) po tym jak ich główny sponsor Mileson Brooks wycofał swoje wsparcie finansowe z powodu złego stanu zdrowia. W czerwcu 2008 r. Gretna została zlikwidowana i usunięta ze struktur szkockiego futbolu.

### Kryzys finansowy 2007-09
Z powodu światowego kryzysu gospodarczego kluby SPL mogą być w najbliższym czasie poważnie naruszone. Zmniejszenie wpływów od kibiców, sponsorów będzie negatywnie wpływać na wydatki klubu i zadłużenie.

## Transmisje w mediach

### Telewizja
Pomiędzy sezonem 1998/99 a 2001/02 wyłączność praw do transmisji telewizyjych miała stacja Sky Sports. Po tym jak ta stacja wycofała się po odrzuceniu przez SPL ich nowej oferty nastały dyskusje, w celu znalezienia nowego sponsora.
Od sezonu 2002-03 przez dwa lata głównym sponsorem telewizyjnym był BBC Scotland.
Po wygasnięciu umowy nowym sponsorem została irlandzka stacja – Setanta Sports. Podpisali oni czteroletnią umowę z SPL w wysokości 54 mln. Latem 2008 umowa została przedłużona o kolejne 4 lata. Wartość – 125 mln.
Z powodu kryzysu gospodarczego w czerwcu 2009 r. Setanta ogłosiła swoją upadłość, wcześniej tracąc prawa do SPL, w wyniku niezapłacenia w terminie raty w wysokości 3 mln.
Od sezonu 2009/10 przez trzy kolejne (z opcją przedłużenia o 2) prawa do transmisji meczów SPL mają Sky Sports i ESPN. Wspólna oferta obu stacji, opiewająca na kwotę 65 mln funtów była jedyną jaka wpłynęła do władz szkockiej ligi. Każda ze stacji pokaże na żywo po 30 meczów w sezonie.

### Radio
Prawa do transmisji meczów SPL w radiu posiada BBC Radio Scotland. Mecze Old Firm nadawane są także w BBC Radio 5 Live i 102,5 Clyde 1.

## Kluby

### W sezonie 2013/14
Lista klubów, które biorą udział w rozgrywkach w sezonie 2013/14.
| Klub                                                                 | Pozycja w sezonie 2011/12 | Pierwszy sezon w najwyższej lidze | Pierwszy sezon w SPL | Ostatni tytuł |
| -------------------------------------------------------------------- | ------------------------- | --------------------------------- | -------------------- | ------------- |
| Aberdeena,b                                                          | 8.                        | 1905/06                           | 1998/99              | 1984/85       |
| Celtic F.C.a,b                                                       | 1.                        | 1890/91                           | 1998/99              | 2012/13       |
| Dundee Uniteda,b                                                     | 6.                        | 1925/26                           | 1998/99              | 1982/83       |
| Heart of Midlothiana,b                                               | 10.                       | 1890/91                           | 1998/99              | 1959/60       |
| Hibernian                                                            | 7.                        | 1895/96                           | 1999/00              | 1951/52       |
| Inverness CT                                                         | 4.                        | 2004/05                           | 2010/11              | –             |
| Kilmarnocka,b                                                        | 9.                        | 1899/00                           | 1998/99              | 1964/65       |
| Motherwella,b                                                        | 2.                        | 1903/04                           | 1998/99              | 1931/32       |
| Partick Thistlea                                                     | 1. w First Division       | 1897/98                           | 2013/14              | –             |
| Ross County                                                          | 5.                        | 2012/13                           | 2012/13              | –             |
| St. Johnstonea                                                       | 3.                        | 1924/25                           | 1998/99              | –             |
| St. Mirren                                                           | 11.                       | 1890/91                           | 2006/07              | –             |
| a = Założyciel Scottish Premier League b = Grał w każdym sezonie SPL |                           |                                   |                      |               |

### Byłe
Lista klubów, które uczestniczyły w rozgrywkach SPL, a obecnie grają w niższych ligach lub zostały zlikwidowane.
| Klub                 | Pierwszy sezon w SPL | Ostatni sezon w SPL |
| -------------------- | -------------------- | ------------------- |
| Inverness CT         | 2004/05              | 2008/09             |
| Gretna               | 2007/08              | 2007/08             |
| Dunfermline Athletic | 1998/99              | 2006/07             |
| Livingston           | 2001/02              | 2005/06             |
| Dundee F.C.          | 1998/99              | 2004/05             |
| Partick Thistle      | 1998/99              | 2003/04             |
| Rangers              | 1998/99              | 2011/2012           |

St. Mirren jest jedynym zespołem, który dwukrotnie awansował do SPL, natomiast Dunfermline Athletic – jedynym, który dwukrotnie był degradowany.

## Stadiony

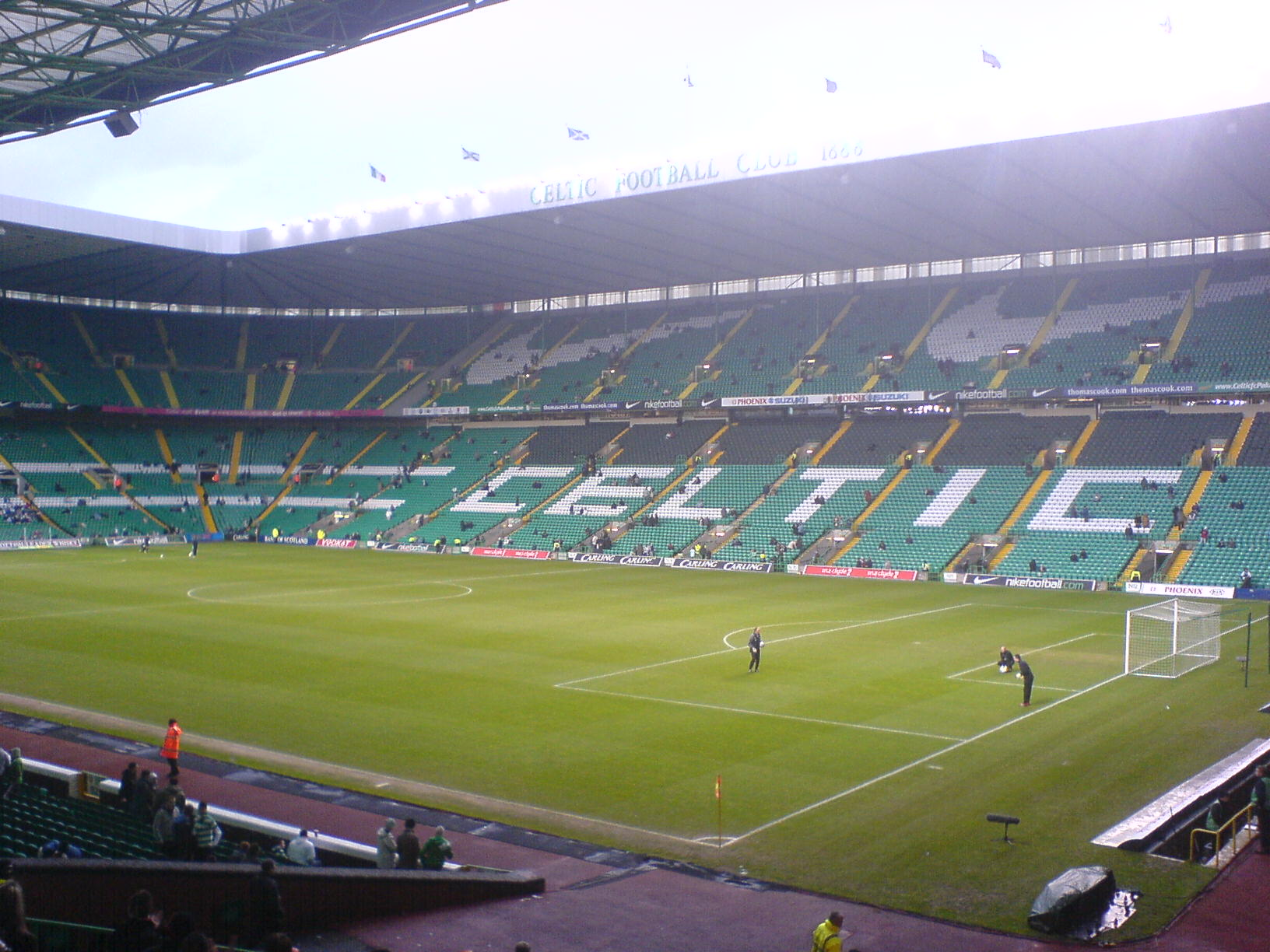
Celtic Park, największy stadion SPL.

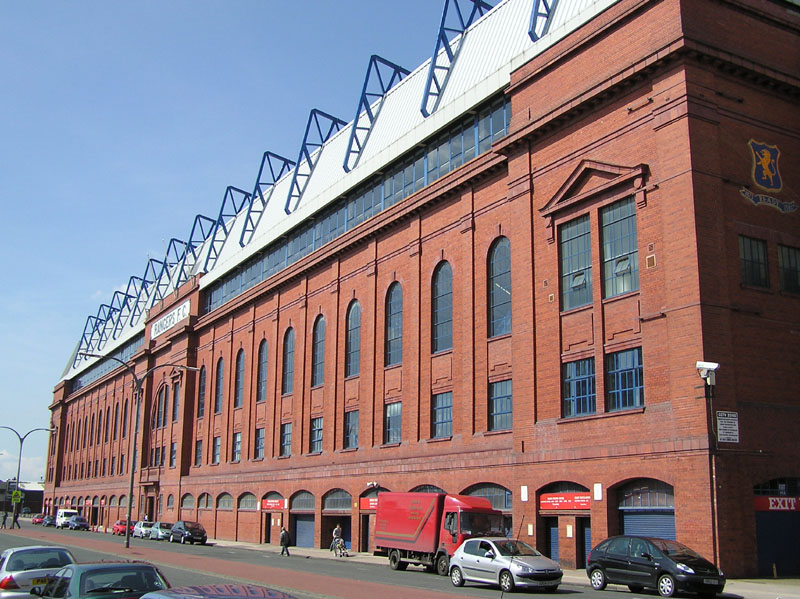
Ibrox Stadium, jedyny 5-gwiazdkowy stadion SPL

| Stadion             | Pojemność | Klub                | Informacje                                                                              |
| ------------------- | --------- | ------------------- | --------------------------------------------------------------------------------------- |
| Celtic Park         | 60 832    | Celtic F.C.         | Największy stadion w SPL.                                                               |
| Pittodrie Stadium   | 22 199    | Aberdeen            | Pierwszy stadion w UK posiadający pełne zadaszenie i wszystkie miejsca siedzące.        |
| Rugby Park          | 18 128    | Kilmarnock          |                                                                                         |
| Easter Road         | 17 500    | Hibernian           | Do 2010 r. planowana jest rozbudowa do 20 100 miejsc.                                   |
| Tynecastle Stadium  | 17 420    | Heart of Midlothian | Do 2011 r. planowana rozbudowa do 23 000 miejsc.                                        |
| Tannadice Park      | 14 209    | Dundee United       |                                                                                         |
| Fir Park            | 13 742    | Motherwell          |                                                                                         |
| McDiarmid Park      | 10 673    | St. Johnstone       | Pierwszy stadion w Wielkiej Brytanii ze wszystkimi miejscami siedzącymi.                |
| New St. Mirren Park | 8016      | St. Mirren          | Najnowszy stadion SPL. Do 3 stycznia 2009 r. St. Mirren grał na starym St. Mirren Park. |
| Falkirk Stadium     | 8000      | Falkirk             | Latem 2009 r. ukończono budowę nowej trybuny.                                           |
| New Douglas Park    | 6000      | Hamilton Academical | W połowie ukończony.                                                                    |

## Tabela wszech czasów SPL
Tabela wszech czasów obejmuje wszystkie mecze od inauguracji rozgrywek (sezon 1998/99) do końca sezonu 2008/09 włącznie.
| P  | Klub                | Szn | M   | Z   | R   | P   | G+   | G-  | G +- | Pkt. | Śr.   | 1. | 2. | 3. | 4. |
| -- | ------------------- | --- | --- | --- | --- | --- | ---- | --- | ---- | ---- | ----- | -- | -- | -- | -- |
| 1  | Celtic              | 12  | 452 | 329 | 67  | 56  | 1043 | 375 | +668 | 1054 | 2.332 | 6  | 6  |    |    |
| 2  | Rangers             | 12  | 452 | 308 | 85  | 59  | 985  | 361 | +624 | 1009 | 2.232 | 6  | 5  | 1  |    |
| 3  | Hearts              | 12  | 452 | 185 | 112 | 155 | 595  | 533 | +62  | 667  | 1.476 |    | 1  | 4  | 1  |
| 4  | Aberdeen            | 12  | 452 | 157 | 109 | 186 | 535  | 639 | −104 | 580  | 1.283 |    |    | 1  | 4  |
| 5  | Kilmarnock          | 12  | 452 | 154 | 109 | 189 | 536  | 642 | −106 | 571  | 1.263 |    |    |    | 3  |
| 6  | Hibernian           | 11  | 416 | 152 | 106 | 158 | 584  | 581 | +3   | 562  | 1.351 |    |    | 2  | 2  |
| 7  | Motherwell          | 12  | 452 | 146 | 108 | 198 | 552  | 684 | −132 | 546  | 1.208 |    |    | 1  | 1  |
| 8  | Dundee United       | 12  | 452 | 129 | 127 | 196 | 506  | 683 | −178 | 514  | 1.137 |    |    | 1  |    |
| 9  | Dunfermline         | 8   | 302 | 78  | 79  | 145 | 295  | 483 | −188 | 313  | 1.036 |    |    |    | 1  |
| 10 | Dundee F.C.         | 7   | 262 | 80  | 61  | 121 | 308  | 412 | −104 | 301  | 1.149 |    |    |    |    |
| 11 | Inverness CT        | 5   | 190 | 60  | 48  | 82  | 222  | 253 | −31  | 228  | 1.2   |    |    |    |    |
| 12 | St. Johnstone       | 5   | 186 | 51  | 54  | 81  | 196  | 261 | −65  | 207  | 1.113 |    |    | 1  |    |
| 13 | Falkirk             | 5   | 190 | 51  | 48  | 91  | 197  | 277 | −80  | 201  | 1.058 |    |    |    |    |
| 14 | Livingston          | 5   | 190 | 48  | 45  | 97  | 205  | 306 | −101 | 189  | 0.995 |    |    | 1  |    |
| 15 | St. Mirren          | 5   | 190 | 42  | 52  | 96  | 158  | 278 | −120 | 178  | 0.937 |    |    |    |    |
| 16 | Hamilton Academical | 2   | 76  | 25  | 15  | 36  | 69   | 99  | −30  | 90   | 1.184 |    |    |    |    |
| 17 | Partick Thistle     | 2   | 76  | 14  | 19  | 43  | 76   | 125 | −49  | 61   | 0.803 |    |    |    |    |
| 18 | Gretna              | 1   | 38  | 5   | 8   | 25  | 32   | 83  | −51  | 13   | 0.342 |    |    |    |    |

1 Gretna miała odjęte 10 punktów z powodu problemów finansowych i pomocy administracji SPL.
Pogrubionym drukiem zaznaczono aktualnie grające zespoły.
Lp. = Pozycja; Szn = Liczba sezonów; M = Rozegrane mecze; Z = Mecze wygrane; D = Mecze zremisowane; P = Mecze przegrane; G+ = Bramki strzelone; G- = Bramki stracone; G+- = Różnica bramkowa; Pkt. = Punkty; Śr. = Liczba punktów na jeden mecz; 1., 2., 3., 4. = miejsca na koniec sezonu
Źródło: Oficjalna strona SPL

## Najlepsi strzelcy

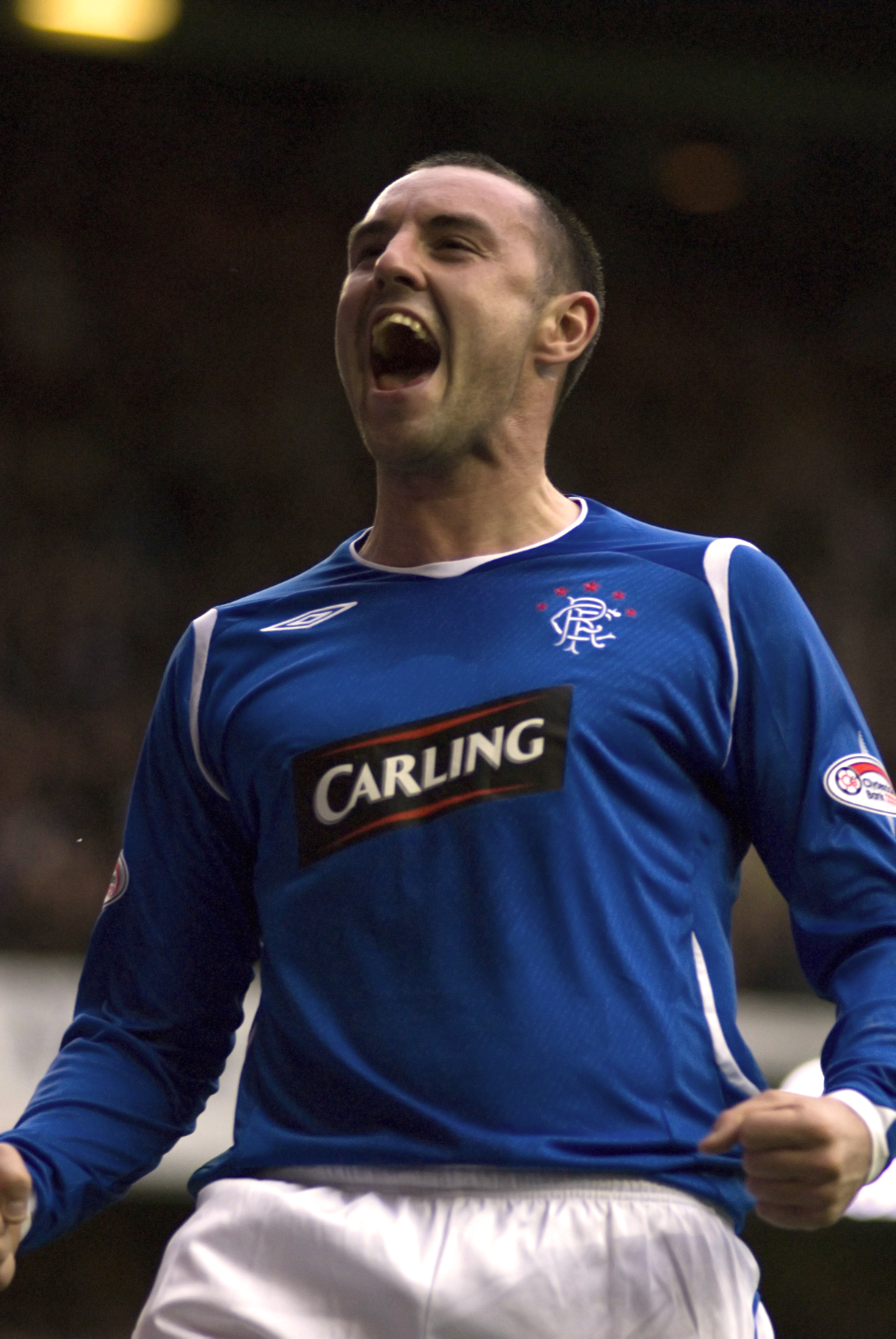
Kris Boyd – najskuteczniejszy gracz w historii SPL

Trzynastu zawodników zdobyło 50 lub więcej bramek w SPL. Były gracz Celticu Henrik Larsson zdobył najwięcej goli w SPL od inauguracyjnego sezonu 1998/99 – 158. Napastnik Rangers, Kris Boyd jest obecnie najskuteczniejszem, aktualnie grającym zawodnikiem SPL z 164 bramkami.
| Pozycja | Zawodnik         | Klub(y) | Bramki |
| ------- | ---------------- | --- | ------ |
| 1       | Kris Boyd        | Kilmarnock (2000–2006) Rangers (2006–2010)                                                                                        | 164    |
| 2       | Henrik Larsson   | Celtic F.C. (1998–2004) | 158    |
| 3       | Derek Riordan    | Hibernian (2001–2006) Celtic F.C. (2006–2008) Hibernian (2008–obecnie)                                                            | 94     |
| 4       | Scott McDonald   | Motherwell (2004–2007) Celtic F.C. (2007–2010)                                                                                    | 93     |
| 5       | John Hartson     | Celtic F.C. (2001–2006) | 88     |
| 6       | Kenny Miller     | Hibernian (1999–2000) Rangers (2000–2001) Celtic F.C. (2006–2007) Rangers (2008–2011)                                             | 75     |
| 7       | Nacho Novo       | Dundee F.C. (2002–2004) Rangers (2004–2010)                                                                                       | 73     |
| 8       | Stephen Crawford | Hibernian (1998–2000) Dunfermline Athletic (1999–2004) Dundee United (2005) Aberdeen (2005–2006) Dunfermline Athletic (2006–2008) | 63     |
| 8       | Billy Dodds      | Aberdeen (1994–1998) Dundee United (1998–1999) Rangers (1999–2003) Dundee United (2003–2006)                                      | 63     |
| 8       | Chris Sutton     | Celtic F.C. (2000–2006) | 63     |
| 9       | Darren Mackie    | Aberdeen (1998–obecnie) | 58     |
| 9       | Stilian Petrov   | Celtic F.C. (1999–2006) | 58     |
| 9       | Darren Mackie    | Aberdeen (1998–obecnie) | 58     |
| 9       | Colin Nish       | Kilmarnock (2004–2008) Hibernian (2008-obecnie)                                                                                   | 58     |
| 11      | Steve Lovell     | Dundee F.C. (2002–2005) Aberdeen (2005–2008) Falkirk (2008–obecnie)                                                               | 56     |

## Menedżerowie SPL
Lista menedżerów aktualnie prowadzących kluby SPL. Chronologia ustalona na podstawie daty podpisania kontraktu.
| Menedżer        | Klub                | Data zatrudnienia    |
| --------------- | ------------------- | -------------------- |
| Jim Jefferies   | Kilmarnock          | 28 lutego 2002       |
| Gus MacPherson* | St. Mirren          | 18 grudnia 2003      |
| Billy Reid*     | Hamilton Academical | 2 czerwca 2005       |
| Craig Levein    | Dundee United       | 30 października 2006 |
| Derek McInnes*  | St. Johnstone       | 1 stycznia 2007      |
| Csaba László    | Heart of Midlothian | 11 lipca 2008        |
| John Hughes     | Hibernian           | 8 czerwca 2009       |
| Mark McGhee     | Aberdeen            | 12 czerwca 2009      |
| Tony Mowbray    | Celtic F.C.         | 16 czerwca 2009      |
| Eddie May       | Falkirk             | 23 czerwca 2009      |
| Jim Gannon      | Motherwell          | 29 czerwca 2009      |

- Menedżer został zatrudniony, gdy klub grał w Scottish Football League

## Przegląd sezonów SPL
| Sezon   | Mistrz      | Wicemistrz          | III miejsce         | Najlepszy strzelec                           | Piłkarz Roku SPWA                                  | Piłkarz Roku SFWA           |
| ------- | ----------- | ------------------- | ------------------- | -------------------------------------------- | -------------------------------------------------- | --------------------------- |
| 1998/99 | Rangers     | Celtic F.C.         | St. Johnstone       | Henrik Larsson 29 (Celtic)                   | Henrik Larsson (Celtic)                            | Henrik Larsson (Celtic)     |
| 1999/00 | Rangers     | Celtic F.C.         | Heart of Midlothian | Mark Viduka 25 (Celtic)                      | Mark Viduka (Celtic)                               | Barry Ferguson (Rangers)    |
| 2000/01 | Celtic F.C. | Rangers             | Hibernian           | Henrik Larsson 35 (Celtic)                   | Henrik Larsson (Celtic)                            | Henrik Larsson (Celtic)     |
| 2001/02 | Celtic F.C. | Rangers             | Livingston          | Henrik Larsson 29 (Celtic)                   | Lorenzo Amoruso (Rangers)                          | Paul Lambert (Celtic)       |
| 2002/03 | Rangers     | Celtic F.C.         | Heart of Midlothian | Henrik Larsson 28 (Celtic)                   | Barry Ferguson (Rangers)                           | Barry Ferguson (Rangers)    |
| 2003/04 | Celtic F.C. | Rangers             | Heart of Midlothian | Henrik Larsson 30 (Celtic)                   | Chris Sutton (Celtic)                              | Jackie McNamara (Celtic)    |
| 2004/05 | Rangers     | Celtic F.C.         | Hibernian           | John Hartson 25 (Celtic)                     | John Hartson (Celtic) / Fernando Ricksen (Rangers) | John Hartson (Celtic)       |
| 2005/06 | Celtic F.C. | Heart of Midlothian | Rangers             | Kris Boyd 32 (15 – Kilmarnock, 17 – Rangers) | Shaun Maloney (Celtic)                             | Craig Gordon (Hearts)       |
| 2006/07 | Celtic F.C. | Rangers             | Aberdeen            | Kris Boyd 20 (Rangers)                       | Shunsuke Nakamura (Celtic)                         | Shunsuke Nakamura (Celtic)  |
| 2007/08 | Celtic F.C. | Rangers             | Motherwell          | Scott McDonald 25 (Celtic)                   | Aiden McGeady (Celtic)                             | Carlos Cuellar (Rangers)    |
| 2008/09 | Rangers     | Celtic F.C.         | Heart of Midlothian | Kris Boyd 27 (Rangers)                       | Scott Brown (Celtic)                               | Gary Caldwell (Celtic)      |
| 2009/10 | Rangers     | Celtic F.C.         | Dundee United       | Kris Boyd 23 (Rangers)                       | Steven Davis (Rangers)                             | David Weir (Rangers)        |
| 2010/11 | Rangers     | Celtic F.C.         | Heart of Midlothian | Kenny Miller 21 (Rangers)                    | Emilio Izaguirre (Celtic)                          | Emilio Izaguirre (Celtic)   |
| 2011/12 | Celtic F.C. | Rangers             | Motherwell          | Gary Hooper 24 (Celtic)                      | Charlie Mulgrew (Celtic)                           | Charlie Mulgrew (Celtic)    |
| 2012/13 | Celtic F.C. | Motherwell          | St. Johnstone       | Michael Higdon 21 (Motherwell)               | Michael Higdon (Motherwell)                        | Leigh Griffiths (Hibernian) |

## Statystyka
| Lp. | Drużyna             | Miejsca na podium | Miejsca na podium | Miejsca na podium |
| Lp. | Drużyna             | I                 | II                | III               |
| --- | ------------------- | ----------------- | ----------------- | ----------------- |
| 1.  | Celtic F.C.         | 8                 | 7                 | 0                 |
| 2.  | Rangers             | 7                 | 6                 | 1                 |
| 3.  | Heart of Midlothian | 0                 | 1                 | 5                 |
| 4.  | Motherwell          | 0                 | 1                 | 2                 |
| 5.  | Hibernian           | 0                 | 0                 | 2                 |
|     | St. Johnstone       | 0                 | 0                 | 2                 |
| 7.  | Aberdeen            | 0                 | 0                 | 1                 |
|     | Dundee United       | 0                 | 0                 | 1                 |
|     | Livingston          | 0                 | 0                 | 1                 |

## Rekordy SPL
Najwięcej goli w sezonieCeltic, 105 goli, 2003/04
Najmniej goli w sezonieSt Johnstone, 24 gole, 2001/02
Najwięcej punktów w jednym sezonieCeltic, 103 punkty, 2001/02
Najmniej punktów w sezonieGretna, 13 punktów, 2007/08
Najmniej bramek straconych w jednym sezonieCeltic, 18 goli, 2001/02
Najwięcej bramek straconych w sezonieAberdeen, 83 gole, 1999/00 i Gretna, 83 gole, 2007/08
Największa różnica bramkowa w sezonieCeltic, 80, 2003/04
Największa domowa wygranaCeltic 7-0 Aberdeen (1999/00 i 2002/03); Hibernian 7-0 Livingston (2005/06); Celtic 7-0 St Mirren (2008/09); Celtic 9-0 Aberdeen (2010/11);
Największa wyjazdowa wygranaSt Johnstone 0-7 Rangers (1998/99); Dunfermline Athletic 1-8 Celtic (2005/06)
Najwięcej goli w meczuMotherwell 5-6 Aberdeen (1999/2000)
Najwięcej wyjazdowych zwycięstw w sezonieCeltic, 13, 2000/01
Najmniej wyjazdowych zwycięstw w sezonieDunfermline, 0, 1998/99
Najwięcej wyjazdowych porażek w sezonieLivingston, 16, 2005/06
Najmniej domowych porażek w sezonieCeltic, 0, 2001/02
Najwięcej bramek jednego zawodnika w jednym sezonieHenrik Larsson, 35 gole, 2000/01 Celtic
Zawodnik z największą liczbą hat-trickówHenrik Larsson, 12, 1998–2004
Zawodnik z największą liczbą bramek w jednym meczuKenny Miller, 5, 4 listopada 2000, St Mirren – Rangers, Kris Boyd, 5, 25 września 2004, Kilmarnock – Dundee United
Najstarszy zawodnikAndy Millen, St Mirren – Hearts, 42 lata 279 dni, 15 marca 2008
Najmłodszy zawodnikScott Robinson, Hearts – Inverness CT, 16 lat 1 miesiąc i 14 dni, 26 kwietnia 2008
Najmłodszy strzelec bramkiDavid Goodwillie, Dundee United – Hibernian, 16 lat 11 miesięcy i 4 dni, 4 marca 2006
Najwięcej kolejnych czystych kontRobert Douglas, Celtic, 7 meczów, 16 grudnia 2000 – 21 lutego 2001
Najwięcej występówSteven Pressley, 290
Najwyższa frekwencja60 440, Celtic – St Mirren, 7 kwietnia 2001
Najniższa frekwencja431, Gretna – Inverness CT, 5 kwietnia 2008
Najwyższa średnia frekwencja59 369, Celtic, 2000/01
Najniższa średnia frekwencja2 283, Gretna, 2007/08